# Gering

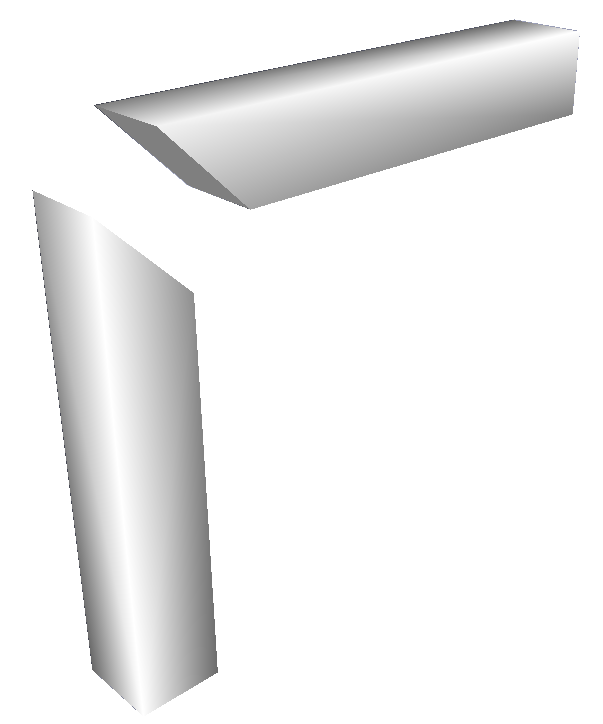
Fog med geringar

För staden i USA, se Gering, Nebraska. För kommunen i Tyskland, se Gering, Rheinland-Pfalz.
Gering är en vinklad yta på ett trästycke (för sammanfogning). Den förekommer till exempel på ramar, fönster, lister och dörrfoder. För att såga till geringar används geringssåg eller ryggsåg och geringslåda.